# آن كوندون
آن إليزابيث كوندون (بالإنجليزية: Anne Condon)‏ هي عالمة كمبيوتر أيرلندية-كندية وأستاذة ورئيسة سابقة في قسم علوم الحاسب في جامعة كولومبيا البريطانية. تركز إليزابيث في أبحاثها على نظرية التعقيد الحسابي، حوسبة الحمض النووي الريبوزي منقوص الأكسجين والمعلوماتية الحيوية. عقدت مؤتمرا في كندا كرست فيه دور المرأة في مجال العلوم والهندسة وذاك في الفترة ما بين 2004 و2009، وتعمل بصفة عامة على تحسين نجاح المرأة في مجال العلوم والهندسة.

## السيرة الذاتية
أكملت كوندون دراستها الجامعية في كلية كورك، وحصلت منها على درجة البكالوريوس في عام 1982. انتقلت إلى جامعة واشنطن لمواصلة الدراسات العليا وحصلت هناك على شهادة الدكتوراه في عام 1987 تحت إشراف البروفسور ريتشارد إي لادنر. انضمت في وقت لاحق إلى هيئة التدريس في جامعة ويسكونسن-ماديسون وبقيت هناك حتى عام 1999 بعدما انتقلت إلى جامعة كولومبيا البريطانية.

## الجوائز والأوسمة
فازت كوندون بجائزة شرفية منحتها لها رابطة مكائن الحوسبة بسبب أطروحتها البحثية التس وُصفت «بالمثيرة للغاية». في عام 2010، دعيت من قبل جمعية الحوسبة الآلية لتكون زميلة في الرابطة بسبب مساهامتها البارزة في
نظرية التعقيد وأعمالها القيادية التي تهدف إلى في النهوض بالمرأة في مجال
الحوسبة. فازت في نفس العام بجائزة نيكو هابرمان بسبب بحوثها في الحوسبة وافتتاح عدة مشاريع طويلة الأمد تهدف إلى
زيادة مشاركة المرأة في علوم الكمبيوتر والمجال
البحثي بصفة عامة. كما فازت بجائزة تقديرية من جامعة كورك بعدما تخرجت بميزة، ثم نالت في وقت لاحق جائزة الإنجاز من جامعة واشنطن.
وفي عام 2012 عاودت الحصول على جائزة الإنجاز من نفس الجامعة لكن هذه المرة في كلية الهندسة بسبب تميزها في الأوساط الأكاديمية. في 2014 فازت بجائزة جريس هوبر وذلك خلال الاحتفال بالمرأة في مجال الحوسبة التقنية.
انتُخبت كوندون كزميلة في الجمعية الملكية لكندا في عام 2012.